# Anthocharis cethura
Anthocharis cethura es una especie de mariposas de la familia Pieridae (subfamilia Pierinae, tribu Anthocharini). Incluye 10 subespecies. Se distribuyen por el suroeste de Estados Unidos y norte de México. Las orugas se alimentan de plantas, especialmente de la familia Brassicaceae, los adultos del néctar de las flores.

## Subespecies
- Anthocharis cethura angelina
- Anthocharis cethura bajacalifornica
- Anthocharis cethura caliente
- Anthocharis cethura catalina
- Anthocharis cethura cooperi
- Anthocharis cethura deserti
- Anthocharis cethura hadromarmorata
- Anthocharis cethura mojavensis
- Anthocharis cethura morrisoni
- Anthocharis cethura pima